# Roßbachtal bei Völkershain
Das Naturschutz- und FFH-Gebiet Roßbachtal bei Völkershain liegt im Schwalm-Eder-Kreis in Hessen.
Das etwa 114,1 ha große Gebiet wurde im Jahr 1988 unter der Kennung 1634018 unter Naturschutz gestellt. Es ist flächenidentisch mit dem FFH-Gebiet 5023-301 und erstreckt sich nordöstlich von Völkershain und westlich von Nausis, beide Ortsteile der Gemeinde Knüllwald, entlang des Roßbaches, eines Zuflusses des südlich fließenden Breitenbaches.
Am nördlichen Rand des Gebietes verläuft die Landesstraße L 3465, südlich davon die L 3153 und westlich die A 7. Das Gebiet umfasst östlich des Gipfels des 510,3 m hohen Exberges ein Wiesental mit Wald.